# 貫匈人

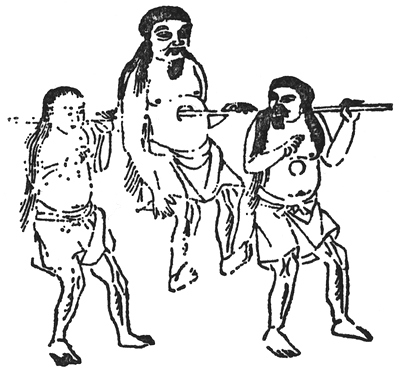
『山海経』より「貫匈国」

貫匈人（かんきょうじん）は中国に伝わる伝説上の人種である。穿胸、穿匈（せんきょう）とも呼ばれる。古代中国では南方の「盛海」の東に位置する国に棲んでいたとされる。

## 概説
古代中国の地理書『山海経』の海外南経によると、貫匈国は三苗国・交脛国の東、不死国の西にあり、貫匈人は人間の姿をしているが、その胸に大きな穴があいていたという。また『異域志』によると位の高い者はその胸の穴に竹や木の棒を通し、それを二人が担がせて（駕籠のように）移動するとされる。
類書である王圻『三才図会』では「穿匈」の名で紹介されており、日本の『和漢三才図会』や奈良絵本『異国物語』などではそちらの呼称が使われている。
『芸文類聚』巻96に引かれている『括地図』によると、その昔、英雄の禹（う）によって殺された防風氏の臣下が、主君の後を追って胸に穴を開けて死んだ。禹はこの者を哀れんで不死の薬（不死草）を使ったところ、胸の穴が開いたまま甦った。その子孫が繁栄したのが穿胸（貫匈）人だという。

## 貫匈人の登場する作品
『鏡花縁』
穿匈国が旅の途中に舞台として登場する。穿匈人たちは心臓が胸にはなく、かなり下の位置に移動していると設定されている。
富川吟雪『朝比奈島渡』（1776年）
朝比奈三郎がたどりつく異国の一つとして登場し描かれている。「はらにあなのある国」と文にあり、穴に棒をとおして担ぎ運ぶ様子が描かれている。
葛飾北斎『北斎漫画』
第3編（1815年）に描かれている。胸に穴のあいている姿が描かれている。
生人形
松本喜三郎による安政年間（1854年 - 1860年）の生人形（いきにんぎょう）などに制作されていたという例が当時の錦絵（歌川国芳）などから確認できる。
河鍋暁斎「柿の曲食」
錦絵による戯画組み物『暁斎百図』（1863年 - 1866年）中の1枚「柿の曲食」に描かれている。
河鍋暁斎『朝比奈三郎絵巻』（1868年頃）
暁斎による絵巻物作品。朝比奈が訪れる異国のひとつとして登場している。棒を穴に通し二人の貫匈人によって運ばれる様子も描写されている。